# Matas Jogėla
Matas Jogėla (Tauragė, Lituania, 10 de julio de 1998) es un jugador de baloncesto con nacionalidad lituana que pertenece a la plantilla del BC Wolves de la Lietuvos krepšinio lyga. Con una altura de 2 metros y 1 centímetros, su posición en la pista es la de alero.

## Trayectoria
Jogėla comenzó su carrera en las categorías inferiores del BC Rytas, con el que disputa el Torneo Adidas Next Generation (ANGT) durante la temporada 2015-16, en el que promedia 9.3 puntos, 2.0 rebotes y 1.0 asistencias.
En la temporada 2016-17, firma por Žalgiris Kaunas y se incorpora al BC Žalgiris-2 de la Nacionalinė krepšinio lyga. En su primera temporada, una lesión en el pie lo dejó fuera de juego durante gran parte de la temporada y en la siguiente temporada promedia 11,5 puntos y 5 rebotes por partido.
El 10 de abril de 2018, Jogėla anunció sus intenciones de ingresar al draft de la NBA de 2018. En agosto de 2018, Jogėla fue cedido al KK Alytaus Dzūkija de la Lietuvos Krepšinio Lyga para el resto de la temporada 2018-19.
El 19 de septiembre de 2019, firmó con el BC Neptūnas Klaipėda de la Lietuvos Krepšinio Lyga, en el que jugaría durante cuatro temporadas. En la temporada 2022-23, promedió 13,2 puntos, 4,9 rebotes y 2,2 asistencias con un 35% desde más allá de la línea de tres puntos.
El 31 de mayo de 2023, Jogėla firma por el CB Breogán de la Liga Endesa.
En julio de 2024, firma por el BC Wolves de la Lietuvos krepšinio lyga.

### Selección nacional
Es internacional en las categorías inferiores de la selección nacional de Lituania, con la que ganó la medalla de plata en el Europeo Sub-18 de 2016, en el que promedió 1,4 puntos, 1,6 rebotes y 0,4 asistencias.